# Cecily Neville
Cecilia Neville (in inglese Cecily Neville; Durham, 3 maggio 1415 – Castello di Berkhamsted, 31 maggio 1495) è stata una nobildonna inglese, consorte di Riccardo Plantageneto, III duca di York e madre di due re d'Inghilterra: Edoardo IV e Riccardo III.

## Biografia
Era la figlia di Ralph Neville, I conte di Westmorland, e della seconda moglie, Giovanna Beaufort. I suoi nonni paterni erano John Neville, III barone Neville, e Maud Percy, figlia di Henry de Percy, II barone Percy. I suoi nonni materni erano Giovanni Plantageneto, I duca di Lancaster, e Katherine Swynford. Giovanni di Gaunt era il terzo figlio di Edoardo III d'Inghilterra e di Filippa di Hainaut. Da sua madre, Cecilia era nipote del re Enrico IV d'Inghilterra.
Era la zia di Richard Neville, XVI conte di Warwick, pro-zia della regina consorte Anna Neville, e pro-pro-pro-zia della regina consorte Catherine Parr, sesta moglie del suo pronipote, il re Enrico VIII.

### Matrimonio
Nel 1424, quando aveva nove anni, venne fidanzata con il tredicenne Riccardo Plantageneto, III duca di York, figlio di Riccardo di Conisburgh, III conte di Cambridge, e Anna Mortimer. Suo padre morì nell'ottobre 1425 trasmettendo la potestà su Cecilia e gli altri figli alla vedova, Giovanna. Il matrimonio venne celebrato il 18 ottobre 1429. Ebbero dodici figli:
1. Anna di York (10 agosto 1439-14 gennaio 1476), sposò Henry Holland, III duca di Exeter, ebbero una figlia;
2. Enrico di York (10 febbraio 1441-?), morto durante l'infanzia;
3. Edoardo IV d'Inghilterra (28 aprile 1442-9 aprile 1483), sposò Elisabetta Woodville, ebbero dieci figli;
4. Edmondo, conte di Rutland (17 maggio 1443-31 dicembre 1460);
5. Elisabetta di York (1444-1503), sposò John de la Pole, II duca di Suffolk, ebbero undici figli;
6. Margherita di York (3 maggio 1446-23 novembre 1503), sposò Carlo I di Borgogna, non ebbero figli;
7. Guglielmo di York (7 luglio 1447, morto infante);
8. Giovanni di York (7 novembre 1448, morto infante);
9. Giorgio Plantageneto, I duca di Clarence (21 ottobre 1449-18 febbraio 1478), sposò Isabella Neville, ebbero quattro figli;
10. Tommaso di York (1451, morto infante);
11. Riccardo III d'Inghilterra (2 ottobre 1452-22 agosto 1485), sposò Anna Neville, ebbero un figlio;
12. Ursula di York (22 luglio 1455, morta infante).

Nel 1441 Riccardo fu nominato luogotenente e governatore generale del re in Francia, per questo si trasferì a Rouen e Cecilia con lui. Nella città francese nacque il piccolo Edoardo, che fu battezzato in una piccola cappella privata. Molti anni dopo Edoardo fu accusato di essere illegittimo da suo fratello, Giorgio Plantageneto, I duca di Clarence, e dal cugino Richard Neville, XVI conte di Warwick. In quegli anni i due stavano lottando con Edoardo per il trono d'Inghilterra e stavano cercando di avere la meglio su di lui. Tali accuse nascevano dal fatto che i tempi del concepimento di Edoardo non coincidevano con il periodo in cui Riccardo avrebbe potuto essere con la moglie e per il fatto che il battesimo venne tenuto privatamente e non con una cerimonia pubblica come fu per gli altri figli. Tuttavia è pur vero che Riccardo, come d'uso all'epoca, avrebbe potuto essersi preso brevi licenze per andare dalla famiglia e in ogni caso egli non avanzò mai dubbi circa la paternità del bambino.
Attorno al 1454 Riccardo cominciò a risentirsi per l'influenza crescente di Edmund Beaufort, II duca di Somerset, tanto che Cecilia ne parlò con la regina Margherita d'Angiò. Quando l'anno seguente Enrico VI d'Inghilterra venne colto da un crollo nervoso, Riccardo si arrogò il titolo di Lord Protettore.
Il 1455 coincise anche con lo scoppio della Guerra delle due rose che vedeva in lotta i membri del Casato di Lancaster, sostenitori di Enrico, contro quelli del Casato di York, di cui Riccardo era l'esponente di punta e pretendente al trono. Mentre la guerra civile cominciava a infuriare, Cecilia fuggì coi figli al Castello di Ludlow, senza per questo smettere di supportare la causa del marito. Quando nel 1459 il parlamento si riunì per discutere del destino di Riccardo, che era considerato alla stregua di un traditore, ella viaggiò fino a Londra per chiedere clemenza, ottenendo la promessa che il re lo avrebbe perdonato se egli si fosse presentato al parlamento entro otto giorni. Riccardo non si presentò e tutti i suoi beni vennero confiscati, ma Cecilia ricevette una pensione annua di 6.000 £ per sé e per i figli.
Dopo la vittoria yorkista alla battaglia di Northampton, il 10 luglio 1460, si recò a Londra insieme al marito, che venne riconosciuto insieme ai figli quale legittimo successore di Enrico VI in un atto noto come l'Act of accord.
La guerra era però tutt'altro che finita. Alla fine dell'anno vi fu la Battaglia di Wakefield e in quell'occasione Riccardo morì insieme al figlio Edmondo, conte di Rutland, e al cognato Richard Neville, V conte di Salisbury. Quando  Cecilia ne venne messa al corrente, spedì i figli Edoardo, Giorgio e Riccardo presso la corte di Filippo III di Borgogna.

### La madre di due re
La battaglia per il trono combattuta da Riccardo fu continuata dai figli e nel marzo 1461 Enrico VI fu deposto da Edoardo IV d'Inghilterra che si proclamò re. Cecilia rimase accanto al figlio e poco dopo la sua salita al trono fece modificare il proprio stemma in modo da includervi anche quello inglese. Quando Edoardo sposò Elisabetta Woodville nel 1464 fece costruire dei nuovi appartamenti per la moglie, così da lasciare a Cecilia quelli regali che già occupava.
Nel 1469 suo nipote Richard Neville, XVI conte di Warwick si ribellò insieme ai generi e cugini Riccardo e Giorgio e fu in questo periodo che nacquero le voci di illegittimità di Edoardo che sostenevano che egli fosse figlio di un arciere di Rouen a nome Blaybourne. Secondo tale versione sarebbe stato quindi Giorgio il legittimo sovrano. Su tutta la faccenda Cecilia si espresse ben poco nonostante ella stessa venisse accusata di adulterio, limitandosi a visitare i figli a Sandwich nella speranza di riconciliare le parti. I fratelli riuniti si presentarono insieme a Londra, ma la pace famigliare durò poco e Cecilia provò di nuovo a far da mediatrice fra i figli.
Warwick attorno al 1470 si alleò con i Lancaster e fu in grado, insieme a Margherita d'Angiò, di rimettere Enrico sul trono per sei mesi, dall'ottobre 1470 all'aprile del 1471.
Edoardo riprese il trono e la tregua labile stipulata con il fratello Giorgio si ruppe pochi anni dopo quando ne ordino l'esecuzione per tradimento avvenuta il 18 febbraio 1478. Nel 1483 Edoardo morì improvvisamente lasciando due figli di dodici e nove anni, il suo successore era il giovane Edoardo V d'Inghilterra e visto che era minorenne suo zio Riccardo divenne Lord protettore. Il giovane re venne alloggiato presso la Torre di Londra in attesa di essere incoronato, dove venne poi raggiunto anche dall'altro principe, più piccolo, Riccardo perché gli facesse compagnia. Il vescovo di Bath e Wells, Robert Stillington, rivelò che le nozze di Edoardo con Elisabetta non erano valide, in quanto Edoardo era stato sposato precedentemente con Eleanor Talbot, figlia del conte di Shrewsbury, che era ancora viva all'epoca delle successive nozze. Dopo aver esaminato queste dichiarazioni, i Tre Stati del Regno ritennero le seconde nozze del re bigame e dunque nulle nel 1483, i loro figli furono dichiarati bastardi e la corona venne offerta a Riccardo. Il 22 giugno 1483 Riccardo divenne re con il nome di Riccardo III d'Inghilterra.
Riccardo regnò per circa due anni prima di essere sconfitto alla Battaglia di Bosworth Field da Enrico Tudor.

### Morte
Nel 1485 Cecilia aveva perso il marito e tutti i figli maschi e le erano rimaste solo due figlie e l'anno dopo sua nipote Elisabetta di York sposò Enrico Tudor che era salito al trono come Enrico VII d'Inghilterra.
Cecilia si ritirò quindi a vita privata dedicandosi alle opere religiose e morì il 31 maggio 1495. Venne sepolta insieme al marito e al figlio Edmund a Fotheringay, nel Northamptonshire.

## Ascendenza
|                                            |                           |                                 | Genitori                                           |  |  | Nonni |  |  | Bisnonni                                 |  |  | Trisnonni                               |  |
|                                            |                           |                                 |                                                    |  |  |       |  |  | Ralph Neville, II barone Neville di Raby |  |  | Ralph Neville, I barone Neville di Raby |  |
|                                            |                           |                                 |                                                    |  |  |       |  |  | Ralph Neville, II barone Neville di Raby |  |  | Ralph Neville, I barone Neville di Raby |  |
|                                            |                           | Eupheme de Clavering            |                                                    |  |  |       |  |  | Ralph Neville, II barone Neville di Raby |  |  |                                         |  |
| John Neville, III barone Neville di Raby   |                           |                                 |                                                    |  |  |       |  |  | Ralph Neville, II barone Neville di Raby |  |  |                                         |  |
|                                            |                           | Alice de Audley                 | Hugh de Audley, I barone Audley di Stratton Audley |  |  |       |  |  |                                          |  |  |                                         |  |
|                                            |                           | Alice de Audley                 | Hugh de Audley, I barone Audley di Stratton Audley |  |  |       |  |  |                                          |  |  |                                         |  |
|                                            |                           | Alice de Audley                 | Isolde Mortimer                                    |  |  |       |  |  |                                          |  |  |                                         |  |
| Ralph Neville, I conte di Westmorland      |                           | Alice de Audley                 |                                                    |  |  |       |  |  |                                          |  |  |                                         |  |
|                                            |                           | Henry de Percy, II barone Percy | Henry de Percy, I barone Percy                     |  |  |       |  |  |                                          |  |  |                                         |  |
|                                            |                           | Henry de Percy, II barone Percy | Henry de Percy, I barone Percy                     |  |  |       |  |  |                                          |  |  |                                         |  |
|                                            |                           | Henry de Percy, II barone Percy | Eleanor FitzAlan                                   |  |  |       |  |  |                                          |  |  |                                         |  |
| Maud Percy                                 |                           | Henry de Percy, II barone Percy |                                                    |  |  |       |  |  |                                          |  |  |                                         |  |
|                                            |                           | Idoine de Clifford              | Robert de Clifford, I barone Clifford              |  |  |       |  |  |                                          |  |  |                                         |  |
|                                            |                           | Idoine de Clifford              | Robert de Clifford, I barone Clifford              |  |  |       |  |  |                                          |  |  |                                         |  |
|                                            |                           | Idoine de Clifford              | Maud de Clare                                      |  |  |       |  |  |                                          |  |  |                                         |  |
| Cecilia Neville                            |                           | Idoine de Clifford              |                                                    |  |  |       |  |  |                                          |  |  |                                         |  |
|                                            | Edoardo III d'Inghilterra | Edoardo II d'Inghilterra        |                                                    |  |  |       |  |  |                                          |  |  |                                         |  |
|                                            | Edoardo III d'Inghilterra | Edoardo II d'Inghilterra        |                                                    |  |  |       |  |  |                                          |  |  |                                         |  |
|                                            | Edoardo III d'Inghilterra | Isabella di Francia             |                                                    |  |  |       |  |  |                                          |  |  |                                         |  |
| Giovanni Plantageneto, I duca di Lancaster | Edoardo III d'Inghilterra |                                 |                                                    |  |  |       |  |  |                                          |  |  |                                         |  |
|                                            |                           | Filippa di Hainaut              | Guglielmo I di Hainaut                             |  |  |       |  |  |                                          |  |  |                                         |  |
|                                            |                           | Filippa di Hainaut              | Guglielmo I di Hainaut                             |  |  |       |  |  |                                          |  |  |                                         |  |
|                                            |                           | Filippa di Hainaut              | Giovanna di Valois                                 |  |  |       |  |  |                                          |  |  |                                         |  |
| Giovanna Beaufort                          |                           | Filippa di Hainaut              |                                                    |  |  |       |  |  |                                          |  |  |                                         |  |
|                                            |                           | Payne De Roet                   | …                                                  |  |  |       |  |  |                                          |  |  |                                         |  |
|                                            |                           | Payne De Roet                   | …                                                  |  |  |       |  |  |                                          |  |  |                                         |  |
|                                            |                           | Payne De Roet                   | …                                                  |  |  |       |  |  |                                          |  |  |                                         |  |
| Katherine Swynford                         |                           | Payne De Roet                   |                                                    |  |  |       |  |  |                                          |  |  |                                         |  |
|                                            |                           | …                               | …                                                  |  |  |       |  |  |                                          |  |  |                                         |  |
|                                            |                           | …                               | …                                                  |  |  |       |  |  |                                          |  |  |                                         |  |
|                                            |                           | …                               | …                                                  |  |  |       |  |  |                                          |  |  |                                         |  |
|                                            |                           | …                               |                                                    |  |  |       |  |  |                                          |  |  |                                         |  |